# Göteborgs Konsthall
Göteborgs Konsthall (sueco: 'Sala de arte de Gotemburgo') é um centro de arte contemporânea, tanto sueca como internacional, a Gotemburgo. O edifício foi projetado por Sigfrid Ericsson e Arvid Bjerke, e construído em 1923, estando colocado na praça Götaplatsen, ao lado do Museu de Arte de Gotemburgo.
Cerca de 5 exposições são apresentadas anualmente.